# هایاتو ستسو
هایاتو ستسو (ژاپنی: 摂津 颯登؛ زادهٔ ۵ اکتبر ۱۹۹۶) یک بازیکن فوتبال اهل ژاپن است.
از باشگاه‌هایی که در آن بازی کرده‌است می‌توان به باشگاه فوتبال مونتدیو یاماگاتا اشاره کرد.